# Luyengo
Koordinaten: 26° 35′ S, 31° 10′ O
Luyengo ist ein Ort in Eswatini. Er liegt in der Region Manzini. Der Ort ist eine Streusiedlung und liegt 733 Meter über dem Meeresspiegel im Middleveld zwischen Malkerns im Norden und Mankayane im Südwesten. Am Westrand Luyengos steigt ein Berg bis auf 970 Meter an. Unmittelbar südlich von Luyengo fließt von West nach Ost der Lusutfu.
Luyengo war Sitz des Swazi Agricultural College, das zum Swazi Agricultural College and University Centre als Teil der University of Botswana, Lesotho and Swaziland (UBLS) aufgewertet wurde, bevor die University of Swaziland (UNISWA) mit Hauptkampus in Kwaluseni gegründet wurde (heute University of Eswatini, UNESWA). Seither sind die Faculty of Agriculture der UNESWA sowie das University’s Research Centre der Universität in Luyengo ansässig.
Der Ort liegt an der Fernstraße MR18, die unter anderem Malkerns mit dem westlich gelegenen Bhunya verbindet. Westlich von Luyengo zweigt die MR4 ab, die nach Süden führt. 